# Menora Mivtachim Arena
El Menora Mivtachim Arena, anteriormente denominado Nokia Arena, es un pabellón cubierto para la práctica de deportes y entretenimiento ubicado en la ciudad de Tel Aviv, Israel. A menudo lo llaman de manera informal Yad Eliyahu, su denominación anterior, es decir, "La Mano de Elías", el cual recibía ese nombre por el sector en el que está localizado. La Mano de Elías es uno de los más míticos pabellones del baloncesto europeo, por haber sido la inexpugnable muralla del Maccabi Tel Aviv. El pabellón es local para el equipo de baloncesto de Maccabi Tel-Aviv , una sección del club polideportivo Maccabi Tel Aviv , y desde el año 2005 es también la casa del rival de ciudad del Maccabi, el Hapoel Tel Aviv B.C.. Es la arena de deporte bajo techo más grande en Israel y su capacidad es de alrededor de 10 383 personas, por lo que aloja la Final Four de israelí (las semifinales y final de la Copa de Israel), así como la mayoría de los partidos del equipo nacional de baloncesto israelí.